# Carphophis
Carphophis är ett släkte av ormar. Carphophis ingår i familjen snokar. Släktet tillhör underfamiljen Dipsadinae som ibland listas som familj.
Släktets medlemmar är små ormar. Arterna har en svart till mörkbrun ovansida samt en rosa undersida. De häller sig nära fuktiga ställen. Arterna gömmer sig ofta bland förmultnande växtdelar. De äter daggmaskar och andra ryggradslösa djur som saknar hårt skal. Honor lägger ägg.
Arter enligt Catalogue of Life och The Reptile Database:
- Carphophis amoenus, lever i östra USA
- Carphophis vermis, hittas i centrala USA